# Глухонемцы

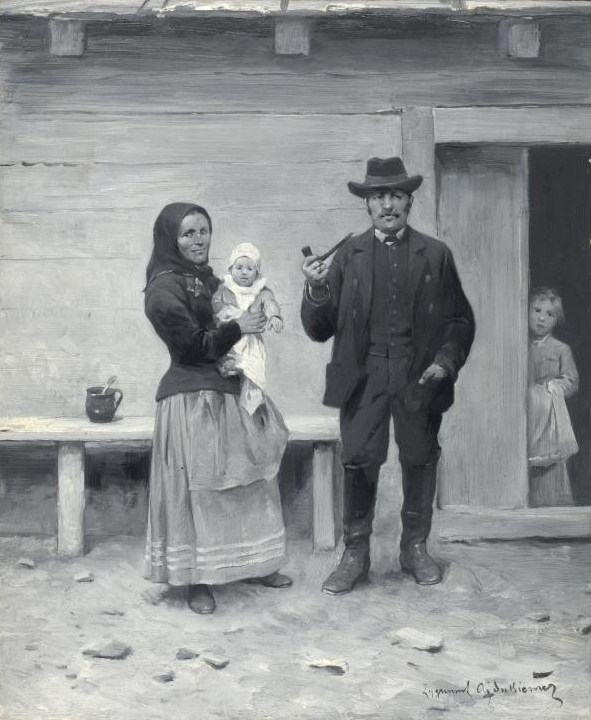
Рисунок из книги 1898 года

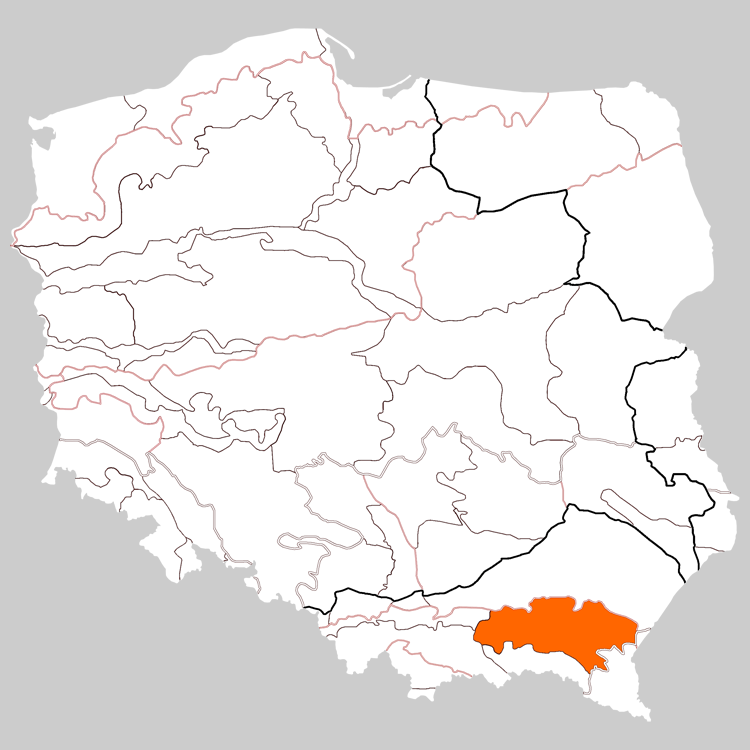

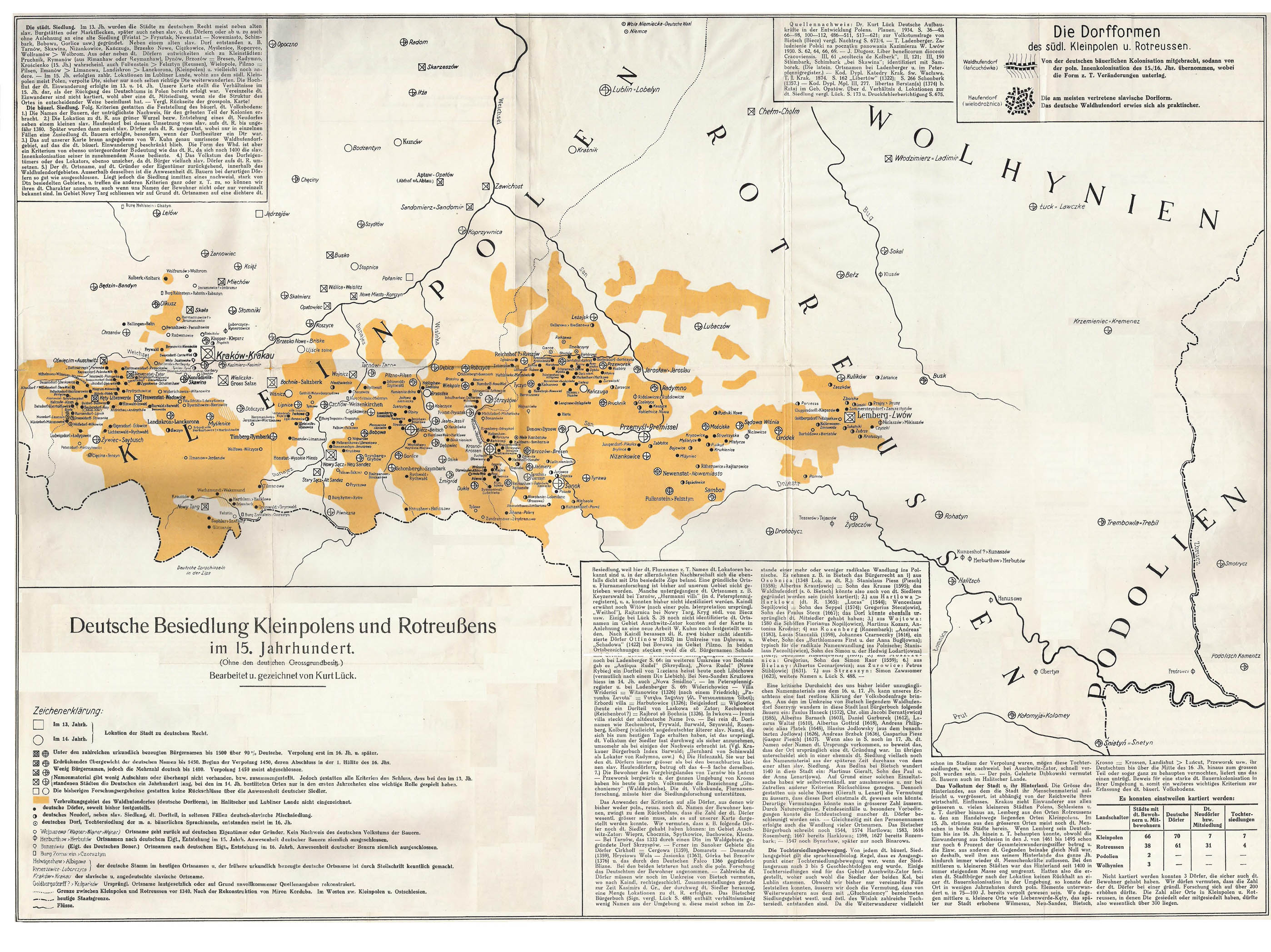

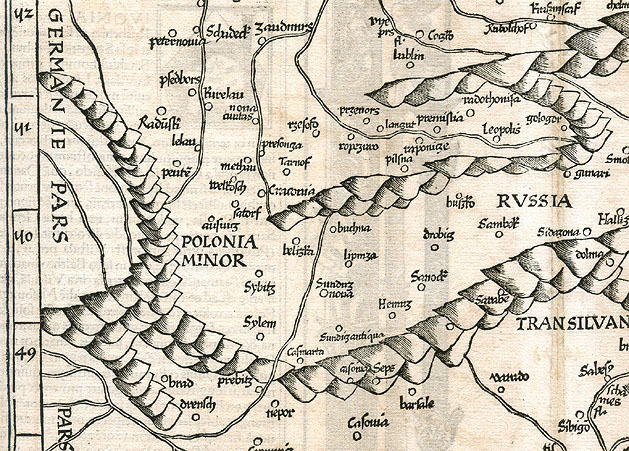
Фрагмент карты Мартина Вальдземюллера с указанием немецких колоний в Малой Польше

Глухонемцы или лесные немцы (пол. Głuchoniemcy, нем. Taubdeutsche глухие немцы, нем. Walddeutsche лесные немцы) — немцы-колонисты из Саксонии, поселившиеся в польских Карпатах в позднем средневековье между реками Вислока и Сан (по другим данным между Дунайцем и Саном) и подвергшиеся в последующие столетия активной полонизации. В настоящее время термины «Głuchoniemcy» в польском варианте и «Walddeutsche» в немецком варианте употребляются в польской и немецкой этнографии по отношению к польской этнографической группе, сохранившей некоторые немецкие элементы в своей ономастике, материальной и культурной среде. После Второй мировой войны для целей этнографической классификации польские этнографы Роман Райнфус и Францишек Котуля отнесли глухонемцев в качестве отдельной части более обширной польской этнографической группы погужане (пол. pogórzanie), название которых в свою очередь было предложено в 1935 году Адамом Вуйциком по географическому признаку (от пол. Pogórze — Предгорье).

## История
Впервые термин «глухие немцы» (Głuszy Niemcy) употребляется в сочинении «Metrika Koronna» от 1658 года. В польской этнографии термин «глухонемцы» (Głuchoniemcy) впервые встречается в сочинении «Historyczny obszar Polski rzecz o dijalektach mowy polskiej» польского этнографа Винценты Поля:

«В районе Вислоки поражает нас другой факт; всю эту окрестность, в которую входят реки Вислока, Ропа, Яслы, Ясёлки и средняя часть Вислоки занимают так называемые глухонемцы, которые проживают начиная от саноцкой долины, то есть в окрестностях Комборни, Хачова, Тшеснёва и от востока на запад до Грыбува, Горлице, Шимбарка и Ропы и на север до Пильзно, который уже является Сандомирской землёй. Вся земля глухонемцев является колонией саксонцев, чей наряд похож на венгерский и трансильванский. Некоторые местности заселены шведами, но весь этот народ на земле глухонемцев сегодня говорит на чистейшем польском языке малопольского диалекта и хотя и называются глухонемцами, они не используют ни в поведении и ни в языке оригинальных следов своего происхождения, только лишь способ ведения ими сельского хозяйства и ткачества является главным доказательством истока их происхождения».
Оригинальный текст (пол.)"Na obszarze Wisłoki uderza nas fakt inny; całą tę okolicę, którą obszar Wisłoki, Ropy, Jasły, Jasełki i średniego Wisłoka zajmuje, osiedli tak zwani Głuchoniemcy od dołów Sanockich począwszy, to jest od okolicy Komborni, Haczowa, Trześniowa aż po Grybowski dział: Gorlice, Szymbark i Ropę od wschodu na zachód, ku północy aż po ziemię Pilźniańską która jest już ziemią województwa Sandomierskiego. Cała okolica Głuchoniemców jest nowo-siedlinami Sasów; jakoż strój przechowali ten sam co węgierscy i siedmiogrodzcy Sasi. Niektóre okolice są osiadłe przez Szwedów, ale cały ten lud mówi dzisiaj na Głuchoniemcach najczystszą mową polską dijalektu małopolskiego, i lubo z postaci odmienny i aż dotąd Głuchoniemcami zwany, nie zachował ani w mowie ani w obyczajach śladów pierwotnego swego pochodzenia, tylko że rolnictwo stoi tu na wyższym stopniu, a tkactwo jest powołaniem i głównie domowem zajęciem tego rodu"

После Винценты Поля термин «глухонемцы» употребляет Географический словарь Царства Польского и других славянских стран с определением их происхождения, причисляя глухонемцев к переселенцам из Саксонии и Голландии. Термин «глухонемцы» также встречается в 1906 году в сочинении польских этнографов Яна Александра Карловича и Александра Валериана Яблонского «Rys ludoznawstwa polskiego», которые писали, что «Подгорье от Дола Саноцкого до Горлице, Шимбарка и Пильзно колонизированы саксонцами и эту область до сегодняшнего дня народ называет „Землёй глухонемцев“».
Первое упоминание в польской историографии, сообщающее о немецких колонистах в польских Карпатах, относятся к 1551 году. Согласно польскому историку Мартину Бельскому, который в своём сочинении «Kronika, to jest historja świata» впервые употребляет немецкий термин «Walddeutsche» (лесные немцы), немецкие колонисты стали селиться в польских Карпатах уже при Болеславе Храбром:

И для этого их (немцев) Болеслав там поселил, чтобы они охраняли границу от венгров и Руси, но был этот народ простой, небоевой, и потому приказал им выращивать коров, чтобы добрый сыр делали и доставляли его в Спиш и на Подгорье; другие пряжу хорошую делают; ткань из Подгорья у нас хороша известна.
Оригинальный текст (пол.)"A dlatego je (Niemców) Bolesław tam osadzał, aby bronili granic od Węgier i Rusi; ale że był lud gruby, niewaleczny, obrócono je do roli i do krów, bo sery dobrze czynią, zwłacza w Spiżu i na Pogórzu, drudzy też kądziel dobrze przędą i przetoż płócien z Pogórza u nas bywa najwięce"

В 1582 году польский историк Матей Стрыйковский в сочинении «Kronika polska, litweska, etc.» упоминает, что немцы поселились под Пшеворском, Пшемыслем, Саноком и Ярославом и «были хорошими работниками»:

«В 1355 году король Казимир, видя, что Подгорская Русь опустошена и разрушена частыми литовскими набегами, поселил в тех краях немецкий народ, которые и до сего дня в деревнях живут около Пшеворска, Пшемысля, Санок и Ярослава и, как я сам видел, являются хорошими работниками».
Оригинальный текст (пол.)"Roku zaś 1355, Kazimierz król widząc Pogórskiej Rusi krainy dla częstych najazdów Litewskich zburzone i puste, Niemieckiego narodu ludzi w krainach tamtych osadził, którzy jeszcze i dziś po wsiach mieszkają około Przeworska, Przemyśla, Sanoka i Jarosławia, a jakom sam widział, są ossobliwi gospodarze"

О немецких колонистах упоминает в 1632 году польский историк Шимон Старовольский в своём сочинении «Polska albo opisanie położenia Królestwa Polskiego».
Польский король Казимир III основывал деревни на немецком праве в подножии Бескидских гор на границе с Силезией в окрестностях городов Тымбарк, Мысленице, Грыбув, Ченжковице, а также в бассейн рек Вислока и Ропа и в пограничье с Червонной Русью. Позднее немецкие поселения были основаны около городов Санок и Перемышль. Среди поселенцев в этих краях немцы составляли около 25 %. Одна из самых крупных немецких колоний была около была основана во времена правления Людовика I Великого. В это время было основано 9 немецких колоний на юг от города Ланьцут. Колония около Ланьцута сохраняла свою немецкую идентичность до конца XVI века, после чего постепенно стала полонизироваться. Деревня Маркова из колонии Ланьцута сохраняла свою немецкую идентичность до конца XVIII века. В 1907 году австрийский этнограф Раймунд Фридрих Кайндль в своей монографии о подкарпатских немцах упоминает село Маркова как немецкое.
Польский историк Адам Фастнахт на основе средневековых исторических документов указывает, что существовали изолированные немецкие колонии среди польского большинства, в частности в окрестностях городов Санок, Кросно, Рыманува, польских деревень Кросценко-Выжне и Кросценко-Нижне, Хачув, Корчина, Комборня, Ивонич и Климкувка. Эти утверждения Адама Фастнахта подтвердил польский этнограф из Львовского университета Пшемыслав Домбковский, который провёл полевые исследования в окрестностях города Санок в 20-е годы XX столетия..

## Язык
Немецкий язык в различной форме сохранялся в некоторых немецких колониях до конца XVIII века. Немецкий историк Эрнст Шварц, проведя сравнительный языковой анализ польского языка в окрестностях Кросно и Ланьцута, предположил, что в немецких колониях, представлявших собой «языковой остров», в средние века сформировался немецко-польский переходной язык наподобие современного галцновского языка около города Бельско-Бяла. У польских жителей в окрестностях Кросно до конца XIX века сохранялись в речи различные германизмы, в частности, такие как «szesterka» (шесте́рка — золовка, от нем. Schwester, сестра), «Geistag» (Гейстаг — Духов день, от нем. Geisttag). Другим следом немецких колонистов является наличие у местного польского населения немецких фамилий.
Самые старые записи языка глухонемцев, записанные в окрестностях Ланьцута и деревни Маркова, относятся к 1827 году.
Песня на Великую Пятницу — Charfreitaglied, Fastenlied
Am Donnerstag zeita, 

Am Charfreitag früh, 

Wo Gött gefanga auf sein Kreutzbrett geschwon. 

Sein Seittley gestocha.

Sein Seittley gebrocha. 

Die Ingfer Maria grienst; 

Gott zu Sie;

Ne grein, ne grein

Fran fi Mutter mein

Auf a dritta Tag weis vyn Toda aufadystehu

Mir warms zieha and Himmelreich

(Wier werden sein)

Dyta wann mir seyn ewig und gleich

(Dort werden wier)

Am Himmelreich hat viel Freuda die Engelen

Sie Singars si spielas Götty sehr schön
Пасхальная песня — Osterlied Chrysta ist aderstanda
Chrysta ist adesztanda

Fi dar Moter a tys (Von der Marterall)

Was solla mira (wir) ny froh seyn

Christa soll endar (unser) Getrost seyn

Kirye eleyson.

Wie an Necht ist adesztanda

Aso ist die Wadel ziehgana

Der sind aso adesztanda ist

Ływa mir dan Vater Jesu Christ

(Loben wier)

Kirye eleyson.

Gimasz Ces gingen drey heilige Fraua

Smogesz a dan Thaua

(des Morgens)

Gesuchta das dan Vater Jesu Christ

Da die vedam Tod afesztanda ist

Kirye eleyson

Ender unsern liebsta Maria trauma ma in einem Traum

Sie sachs auf ihrem Harzelein wüchst am einer Boum

Da die schanta triets a Gottes Christa Naynd,

Maria di dier wachet, di trugst an jenes Land,

Kirye eleyson

## Известные представители
- Кромер, Мартин (1512—1589) — польский историк и церковный деятель.